# حمية مونتنياك
إن حمية مونتينياك هي نظام غذائى لتقليص الوزن والتي اشتهرت في فترة التسعينيات في أوروبا بالأخص. وضعها الفرنسى ميشيل مونتينياك (1944-2010) والذي كان مدير تنفيذى دولى لشركة صناعة أدوية وكان يعانى من السمنة المفرطة في شبابه مثل والده. حميته موجهة إلى من يرغبون في نقصان الوزن بطريقة  فعالة وطويلة المدى وتقليل مخاطر التعرض إلى هبوط القلب وتجنب الإصابة بمرض السكرى.

## مبدأ الحمية
تصنف المأكولات الغنية بالكاربوهيدرات بحسب مؤشر نسبة السكر في الدم و هو الذي يدل على مقدار تأثير هذه المأكولات على نسبة السكر في الدم بعد تناول الوجبات. بحيث تعتبر المأكولات ذات المؤشر العالى مأكولات “مضرة”(بإستثناء بعض المواد الغذائية مثل الجزر والذي بالرغم من ارتفاع مؤشر نسبة السكر في الدم له إلا أنه يحتوى على نسبة ضئيلة من الكربوهيدرات والتي لا تؤثر على نسبة السكر في الدم بشكل ملاحظ لذلك تسمى بالمأكولات قليلة نسبة السكر). وضع هذا المؤشر في البداية د.جنكينز ومجموعة من الباحثين في جامعة  تورونتو كتصنيف للمأكولات تبعا لتأثيرهم على نسبة السكر في الدم  و التي صممت خصيصا لمرضى السكرى. وكان مونتينياك هو أول من ينصح باستخدام هذا المؤشر كنظام غذائى لتقليص الوزن بدلاً من إستخدامها للتحكم بنسبة السكر في الدم أو كإرشادات لتجنب للزيادة الحادة لنسب السكر في الدم في مقابل الزيادة التدريجية، لذلك جعل مونتينياك هذا المؤشر ستراتيجية لخسارة الوزن وليس ستراتيجية لمرضى السكرى للتحكم بنسب السكر في الدم..
تم إتباع حمية مونتينياك من قبل حمية ساوث بيتش و التي اعتمدت على مؤشر نسبة السكر في الدم ، كما ينصح  نظام الصوم الإنقطاعى لمايكل موسلى بالمأكولات قليلة نسبة مؤشر السكر في الدم أو تحتوى على حمل جليسمى قليل.
في المرحلة الأولى من حمية مونتينياك لا تحتسب “الكابروهيدرات المضرة” مثل التي في الحلوى والبطاطس والأرز والخبز الأبيض من الدهون و لكنها بحسب نظرية مونتينياك تعتبر من المكونات التي تخزن كدهون في الجسم. (بإستثناء أنواع من المكرونة وأنواع من الأرز مثل البسمتى و الأرز كامل الحبة والمأكولات الغنية بالألياف ذات مؤشر نسبة السكر المنخفض).
يعد اختيار المأكولات الدهنية من الجوانب التي يهتم بها هذا النظام، فتنقسم الدهون حسب نوع الأحماض الدهنية
التي تحتوى عليها، حيث ينصح بتناول المأكولات ذات الأحماض الدهنية غير المشبعة المتعددة أوميجا 3 (مثل السمك) والمأكولات ذات الدهون غير المشبعة الأحادية (مثل زيت الزيتون) كأفضل اختيارات الدهون، ولكن المأكولات التي تحتوى على الدهون المشبعة (مثل الزبدة والدهون الحيوانية) يجب منعها بجانب المقليات واستخدام الزبد للطبخ.

### تنقسم حمية مونتنينياك إلى مرحلتين

#### المرحلة الأولى: مرحلةإنقاص الوزن
تتصف هذه المرحلة بأكل الكاربوهيدرات المناسبة التي يكون مؤشر نسبة السكر في الدم 35 درجة أو أقل (حيث يقيم السكر ب100 درجة)، وبتناول كميات أعلى من البروتينات (بنسبة من 1.3 إلى 1.5 جرام للكيلو في الجسم) وتكون معظم هذه البروتينات من الأسماك والبقوليات، يساعد هذا النظام على إنقاص الوزن مع ضرورة استشارة طبيب لمرضى الكبد.

#### المرحلة الثانية: مرحلة الثبات والوقاية
يذكر مونتينياك في موقعه أننا من الممكن تحسين اختياراتنا من خلال الأخذ في الإعتبارناتج مستوى السكر في الدم (الطرح بين مؤشر السكر في الدم ومحتوى الكاربوهيدرات) وأيضا الانتباه من مستوى السكر في الدم بعد تناول الوجبات. تحت هذه الشروط، يمكن للفرد تناول أي نوع من الكاربوهيدرات حتى لو كانت ذات مؤشر عالى من نسبة السكر في الدم.
يقدم مونتينياك في كتبه مجموعة من وصفات الطبخ الفرنسية والمتوسطية، إن متعة الطعام والشبع من القواعد الأساسية في هذه الحمية حيث أنها تساعد متبع النظام على الإستمرارية والابتعاد عن الشراهة، ينصح مونتينياك بالانتظام في الوجبات وتناول الوجبات الخفيفة إذا كانت تساعد على تناول كميات أقل في الوجبات الرئيسية.

## الدراسات العلمية
يتعارض بعض خبراء التغذية مع نظرية مونتنياك حيث يقولون أن كل سعرة حرارية لا يحتاجها الجسم تتحول إلى دهون في الجسم. حسث أن البعض يقول أن مونتنياك يختلط عليه مسببات السمنة وفرط السكر في الدم وأن فقدان الوزن يكون نتيجة حمية بروتينية.
ترفض الأدبيات العلمية فرضيات مونتينياك التأثيرات الأيضية للكربوهيدرات والأحماض الدهنية. ويشير المنتقدون لصعوبة استخدام مؤشر نسبة السكر في الدم لأنه يعتمد على أنواع الطعام وطريقة طبخه وأنواع الأطعمة المعدة في نفس الوجبة وهكذا. بغض النظر عن هذه الشكوك العلمية، هناك العديد من الدراسات العلمية المهمة التي تعتمد غلى حمية مونتنياك، إلا أن هناك دورية كشفت أن حمية حساب مؤشر نسبة السكر في الدم ليست أكثر فعالية من حمية الدهون القليلة والتي من شأنها أن تقلل من مخاطر القلب والأوعية الدموية.

## الشعبية
باع مونتنياك 15 مليون كتاب عن حميته واستخدمت طريقته من المشاهير منهم جيرار ديبارديو وآخرين.